# 러스트 앤 본
러스트 앤 본(De rouille et d'os)은 자크 오디아르가 감독을 맡은 2012년에 개봉한 프랑스-벨기에의 로맨틱 드라마 영화로, 마리옹 코티아르와 마티아스 스후나르츠가 주연을 맡았으며, 크레이그 데이비드슨의 동명의 단편 소설 모음집을 원작으로 한다. 범고래 조련사와 사랑에 빠진 25살 무직 남자에 대한 내용이다.
2012년 칸 영화제에서 황금종려상 경쟁 부문작이였고 긍정적인 평가를 받았고 영화 상영이 끝나고 10분간 기립 박수를 받았다. 또한 미국 배우 조합상, 골든 글로브상, 영국 아카데미 영화상, 세자르상 등에서도 후보에 올랐다.

## 줄거리
실업자인 젊은 아버지 알리는 어린 아들 샘을 데리고 프랑스 앙티브로 이주하여, 누나 안나의 집에 얹혀살며 일자리를 찾는다. 나이트클럽에서 경비 일을 시작한 알리는 격투기 훈련을 병행한다. 어느 날 밤, 클럽에서 싸움에 휘말린 스테파니를 집까지 데려다주게 되면서, 그녀가 마린랜드에서 범고래 조련사라는 사실을 알게 된다. 알리는 스테파니에게 연락처를 남기고, 불법 격투기 시합에 참여하며 돈을 벌기 시작한다.
한편, 마린랜드에서 사고로 다리를 잃은 스테파니는 심한 우울증에 빠져 알리에게 연락한다. 알리는 그녀를 해변으로 데려가 수영을 권유하고, 스테파니는 점차 자신감을 되찾는다. 의족을 착용하고 다시 걸을 수 있게 된 스테파니는 알리와 가까워지면서 격투기 시합을 관람하기도 한다. 알리는 스테파니가 새로운 몸에 적응하도록 돕기 위해 관계를 가지지만, 키스는 거부한다.
어느 날 클럽에서 알리가 다른 여자와 춤추는 모습을 본 스테파니는 질투심을 느끼고, 바에서 접근하는 남자가 의족을 보고 사과하자 분노하여 그를 공격한다. 이후, 스테파니는 알리에게 관계에 대한 진지한 대화를 요구하고, 서로에게 더 솔직해지기로 한다. 두 사람의 관계는 더욱 깊어지고, 스테파니는 격투기 시합에서 알리의 베팅을 관리하기도 한다.
알리의 누나 안나는 직장에서 해고당하고, 알리가 그녀의 직장에 감시카메라를 설치했다는 사실을 알게 된 후 알리와 다투게 된다. 죄책감에 알리는 스테파니에게 아무 말도 없이 도시를 떠나 스트라스부르 근처의 격투기 훈련 시설로 향한다. 얼마 후, 알리를 찾아온 샘과 함께 눈 덮인 호수에서 놀던 중 샘이 얼음이 깨지면서 호수에 빠지게 된다. 알리는 필사적으로 샘을 구하지만, 이 과정에서 손에 심한 골절상을 입는다.
병원에서 샘이 혼수상태에 빠진 모습을 지켜보던 알리는 스테파니에게 전화를 걸어 사랑을 고백한다. 시간이 흐른 후, 알리는 격투기 시합에서 승리하고, 스테파니와 샘은 그의 승리를 축하한다. 알리, 스테파니, 그리고 샘은 함께 호텔 문을 나선다. 알리는 부러진 뼈가 다시 붙으면 더 강해지지만, 자신의 손의 고통은 계속될 것이라는 것을 알고 있음을 내레이션으로 밝힌다.

## 출연진
- 마리옹 코티야르 - 스테파니
- 마티아스 스후나르츠 - 알리
- 아르망 베르뒤르 - 샘
- 코린 마시에로 - 안나
- 셀린 살레트 - 루이즈
- 부리 라네 - 마샬
- 무라드 프라레마 - 푸에드
- 장미첼 코레이아 - 리차르
- 야니크 슈아라 - 시몽

## 같이 보기
- 2012년 영화
- 프랑스 영화